# Kasimkota
Kasimkota là một mandal thuộc huyện Visakhapatnam, bang Andhra Pradesh.